# Bacillus thuringiensis kurstaki
Bacillus thuringiensis subsp. kurstaki ( Btk ) é um grupo de bactérias usadas como agentes de controle biológico contra lepidópteros (mariposas e borboletas). O Btk, juntamente com outros produtos de Bacillus thuringiensis, é um dos pesticidas biológicos mais amplamente utilizados devido à sua alta especificidade; é eficaz contra lepidópteros e tem pouco ou nenhum efeito sobre espécies não-alvo. Bt é uma bactéria omnipresente, que pode ser encontrado no solo, água, poeira do armazenamento de grãos, insetos mortos, folhas de árvores de folha caduca e coníferas diversas. É uma bactéria formadora de esporos produzindo inclusões cristalinas que consistem em uma ou mais proteínas inseticidas conhecidas como endotoxinas e comumente chamadas de proteínas Cry, que é letal para as larvas de lepidópteros. Uma vez ingerido pelo inseto, a dissolução do cristal permite que a protoxina seja liberada. A toxina é então ativada pelo suco intestinal do inseto e começa a decompor o intestino.
O Btk está disponível comercialmente e é comumente conhecido como "Garden Dust" ou "Caterpillar Killer", ambos produzidos pela Safer Brand. Outras empresas produtoras de Btk incluem Bonide e Monterey.

## Efeitos em espécies não-alvo
O Btk é geralmente considerado ambientalmente seguro, pois sua toxicidade é essencialmente limitada à praga alvo, ele não afeta humanos, animais selvagens e insetos benéficos. Mesmo assim, em 2012, uma revisão regulamentar de várias estirpes de Bt pela Autoridade Europeia para a Segurança Alimentar declarou que, embora existissem dados que apoiassem as alegações de baixa toxicidade, os dados eram insuficientes para provar as alegações de forma conclusiva. 

### Humanos
Em estudos sobre os efeitos do Bt em humanos, a maioria dos indivíduos não foi afetada quando expostos ao Bt. Alguns indivíduos reagiram com irritação nos olhos e na pele. Outros indivíduos com febre do feno relataram efeitos mais significativos, incluindo irritação na garganta, dor de estômago e dificuldade para dormir.